# 무함마드 빈 자이드 알나흐얀
무함마드 빈 자이드 알 나하얀(아랍어: محمد بن زايد بن سلطان آل نهيان, 영어: Mohammed bin Zayed bin Sultan Al-Nahyan, 1961년 3월 11일~)은 약칭인 MBZ로도 알려져 있는 아부다비 토후국의 아미르, 아랍에미리트군의 총사령관, 제3대 아랍에미리트의 대통령이다. 이전에는 무함마드 빈 라시드 알막툼 UAE 부통령 겸 총리와 함께 아랍에미리트의 실권자였다. 흔히 모하메드 왕태제로도 알려져 있다.

## 생애
무함마드는 1961년 3월 11일에 태어났다. UAE 초대 대통령이자 수도 아부다비의 초대 왕인 자이드 빈 술탄 알나하얀의 셋째 아들이다. 아부다비 에미리트의 2대 국왕인 할리파 빈 자이드 나하얀의 동생이며, 만수르 빈 자이드 알나하얀의 형이다.
아랍에미리트 연방(UAE)은 7개 에미리트가 연방제로 구성되어 있으며, 각 에미리트마다 세습제 국왕이 있다. 연방에는 대통령과 부통령 겸 총리가 있다. 연방 대통령은 아부다비 에미리트 국왕, 연방 부통령 겸 총리는 두바이 에미리트 국왕이 맡는다.
2014년, UAE 연방 대통령이자, 아부다비 에미리트의 국왕인 할리파 빈 자이드 나하얀이 뇌졸중으로 실신하자 그가 실세로 부상하며 정권을 장악했다.
2022년 아부다비 토후국의 아미르이자, 제2대 아랍에미리트 대통령인 할리파 빈 자이드 나하얀이 지병으로 세상을 떠나 제3대 아랍에미리트 대통령 및 아부다비 아미르로 취임하였다.
2023년에 무함마드는 세계에서 가장 영향력 있는 무슬림 500명 중 한명으로 보도되었다.